# Cláudio Kano
Cláudio Mitsuhiro Kano (São Paulo, 18 de diciembre de 1965 - 1 de julio de 1996) fue un jugador de tenis de mesa brasileño.  Uno de los más grandes jugadores de tenis de mesa en la historia de Brasil, llegó a tener un récord de 12 medallas en los Juegos Panamericanos, marca solo superada en las siguientes ediciones por Hugo Hoyama, su compañero deportivo, quien tiene 13 medallas, y por el nadador Gustavo Borges, con 18 medallas. Murió el día antes de partir hacia los Juegos Olímpicos de Atlanta 1996, a consecuencia de un accidente de motocicleta en la ciudad de São Paulo.
Se inició en el deporte a una edad temprana jugando con sus padres, Mitiko y Minoru, en el interior. A los nueve años, sus padres buscaron un club en la colonia japonesa llamada Showa, ubicada en el sur de São Paulo, donde él y su hermano Agnaldo practicaban varios deportes, incluido el tenis de mesa. Desde que era un niño, Cláudio mostró habilidad en la mesa, venciendo a oponentes mayores que él. La primera vez que participó en el Campeonato Intercolonial, quedó en segundo lugar. Con eso, los entrenadores del club vieron que no tenían mucho que enseñar al habilidoso joven, y hablaron con el Sr. Minoru para que buscara un club con mejores condiciones de entrenamiento.
Cláudio comenzó a entrenar en el club Hebraica, que tenía como entrenadores a Manoel Medina y Emiko Takatatsu, entonces campeón brasileño. Allí conoció al Sr. Mutsuo Kasahara, exjugador japonés que trabajó en una multinacional japonesa y se formó en varios clubes. En ese momento, Kasahara vio que el chico tenía potencial y lo invitó a entrenar en São Bernardo do Campo, que en ese momento era dirigido por Maurício Kobayashi, entonces entrenador de la selección de São Paulo.

## Carrera
En el Campeonato Mundial de Tenis de Mesa de 1987 celebrado en Nueva Delhi, Kano alcanzó los octavos de final, uno de los mejores resultados de la historia de Brasil en el torneo, igualando a Ubiraci Rodrigues da Costa, conocido como Biriba, que cayó en octavos de final en 1961, resultado sólo superado por Hugo Calderano posteriormente, en 2021.
Kano también logró dos resultados impresionantes en la Copa del Mundo de Tenis de Mesa: quedó sexto en Macao, en 1987, y en Nairobi, Kenia, en 1989.
Ganó 12 medallas en Juegos Panamericanos y 9 en campeonatos latinoamericanos. Fue 6 veces campeón sudamericano. Participó en los Juegos Olímpicos de 1988 y 1992.